# Ananda Mahidol
Král Ananda Mahidol nebo také Ráma VIII (celé královské jméno: Phrabat Somdej Phra Paramenthara Maha Ananda Mahidol Phra Athama Ramathibodinthra Thajsky: พระบาทสมเด็จพระปรเมนทรมหาอานันทมหิดล พระอัฐมรามาธิบดินทร zkráceně Jeho Výsost Král Ananda Mahidol) byl osmý thajský král dynastie Čakri (20. září 1925 – 9. června 1946)

## Mladá léta
Princ Ananda Mahidol Mahidol (Mom Chao Ananda Mahidol Mahidol - หม่อมเจ้า อานันทมหิดล มหิดล) se narodil v německém Heidelbergu. Byl prvorozeným synem prince Mahidola Adulyadeje ze Songkhla (syna krále Čulalongkorna) a paní Savangval (dřívější titul Somdej Pra Sri Nakarindhara Boromaračačonnani), kteří tam toho času studovali. Jeho strýc, král Vadžiravhud, poslal 13. října 1925 telegram, kde jej nazývá “Ananda Mahidol” (อานันทมหิดล), znamenající Mahidolova Radost. (Ananda Mahidol je jedno slovo a to pouze jeho první jméno. Je vyslovováno správně “Ananta Mahidon”. Když ještě měl svou rodnou hodnost “Mom Čao” – nejnižší hodnost thajských princů – používal příjmení “Mahidol” po svém otci; jeho jméno v té době tedy znělo “Mom Čao Ananda Mahidol Mahidol”).
Následoval své rodiče do Paříže, Lausanne a pak do Massachusetts, když v roce 1927 jeho další strýc, král Pradžadhipok, vydal královské nařízení, kterým jej pozvedl do vyšší třídy princů zvané Pra Worawong Ther Pra Ong Čao. (Tento edikt také zvýhodnil další ze třídy “Čao Fa” mezi nimi jeho starší sestru Mom Čao Galyani Vadhana a mladšího bratra, narozeného později v témže roce jako Pra Worawong Ther Pra Ong Čao Bhumibol Adulyadej).
Rodina se vrátila do Thajska v roce 1928 poté, co princ Mahidol Adulyadej dokončil svá studia lékařství na Harvardově Univerzitě. Princ Mahidol zemřel ve věku 37 let následujícího roku, kdy bylo Anandovi Mahidolovi pouhé 4 roky. Jeho matka tak zůstala sama, aby svou rodinu povznesla výše.
Puč v roce 1932 ukončil absolutní monarchii a vyvstala možnost královy abdikace. Královna Savang Vadhana, babička prince Anandy Mahidola, se obávala o jeho bezpečnost od doby, kdy se stal jedním z možných dědiců trůnu. Dalo se tedy předpokládat, že se Mahidolova rodina znovu přesune do Lausanne. Oficiálními důvody byly ovšem zdravotní stav a další vzdělávání princů. Opustili Thajsko v roce 1933 a princ Ananda Mahidol strávil většinu svého mládí ve Švýcarsku.
Avšak jakmile bezprostředně hrozila abdikace krále Pradžadhipoka, byla princova matka tázána členem vlády na svůj názor ohledně možnosti, že by se Ananda Mahidol mohl stát příštím thajským monarchou.

## Náhodná nástupnictví
Nástupnictví thajské koruny přešlo z linie prince Mahidola na linii jeho nevlastních bratrů (jeho nejstarší vlastní bratr, korunní princ Maha Vadžirunhis, zemřel jako dítě za vlády krále Čulalongkorna). Nevlastní bratr Vadžiravhud jej nahradil jako nový korunní princ, jeho matka byla již dříve ustanovena královnou regentkou v době, kdy král Čulalongkorn odjel na cestu po Evropě. Po smrti krále Vadžiravhuda přešla koruna na jeho mladšího vlastního bratra, rovněž syna královny Saovabhy, prince Pradžadhipoka.
Nabídnutí trůnu princi Pradžadhipokovi se neobešlo bez komentářů. Tímto aktem se obešel jiný silný kandidát: princ Čulačakrapongse, syn dřívějšího polního maršála prince Čakrapongsepuvanata z Phitsanuloku, který byl před svou smrtí designovaným dědicem krále Vadžiravhuda. Bylo přetřásáno, zda nástupnický zákon, vydaný králem Vadžiravhudem, skutečně znemožnil Čakrapongsepuvanatovi (a tím pádem i Čulačakrapongseovi) nástupnictví z důvodu, že se oženil s cizinkou (Ruskou), přestože ke sňatku došlo před vydáním tohoto zákona a byl schválen samotným králem Čulalongkornem. Po delších sporech byl mladý synovec přeskočen a princ Pradžadhipok korunován.
Když král Pradžadhipok v roce 1935 jako poslední zbývající syn královny Sri Pačarindry abdikoval, koruna se vrátila zpět k synům královny Savang Vadhany, matky dřívějšího korunního prince Vadžirunahise. Mimo něj měla ještě další dva syny, kteří se dožili dospělosti: prince Sommutiwongwarothaie z Nakon Si Thammaratu, který zemřel bez syna, a prince Mahidola, který, třebaže již zemřel, měl dva syny. A tak se zdálo, že princ Ananda Mahidol by mohl být první v řadě s nárokem na trůn.
Přesto vyvstala znovu debata ohledně korunovace prince - míšence Čulačakrapongseho. V ústavním režimu rozhodl vládní kabinet, jehož klíčovou osobou byl Pridi Phanomyong, který přesvědčil vládu o jeho vyloučení z následnictví a dosazení prince Anandy Mahidola. Řadě ministrů se zdálo výhodné mít devítiletého monarchu, který chodí ještě do školy ve švýcarském Lausanne. V březnu 1935 byl princ Ananda Mahidol zvolen thajským parlamentem a vládou nástupcem svého nevlastního strýce, krále Pradžadhipoka.

## Královské roky
Parlament poté jmenoval do dosažení královy plnoletosti regenty, jimiž se stali: plukovník princ Anuwatdžaturong, princ Artit Thip-apa a Čao Praya Yommaraj (Pun Sukhum).
Ve věku 13 let poprvé navštívil Thajsko jako monarcha, doprovázen svou matkou a mladším bratrem Pchúmipchonem Adunjadétem. Podruhé se vrátil po skončení 2. světové války, v prosinci 1945. Přes své mládí a nezkušenost rychle získal srdce thajského národa, který stále ctil monarchii i během převratů v letech 1930 a 1940. Byl hezký mladý muž a Thajci byli rádi, že opět mají mezi sebou krále. Jednou z jeho aktivit byla úspěšná návštěva bangkocké Čínské čtvrti, jejímž úmyslem bylo uklidnit poválečné napětí přetrvávající mezi etnickými Číňany a Thajci.
Někteří zahraniční pozorovatelé věřili, že Ananda Mahidol vlastně nechtěl být králem a domnívali se, že jeho panování nebude trvat dlouho. Louis hrabě Mountbatten z Barmy, britský velitel v jihovýchodní Asii, navštívil Bangkok v lednu 1946 a popsal krále jako „ustrašeného, krátkozrakého hocha se skleslými rameny a hubenou hrudí, ověšeného diamanty zdobenými dekoracemi" a jako "naprosto zoufalou a osamělou figurku“.

## Záhadná smrt
9. června 1946 byl král nalezen se střelnou ránou na hlavě ve své ložnici ve Velkém Paláci, pouhé čtyři dny před plánovaným odjezdem do Švýcarska, kde měl dokončit studia a získat doktorát práv na univerzitě v Lausanne. Ananda Mahidol nebyl nikdy korunován, ale jeho bratr a nástupce mu posmrtně udělil veškeré královské pocty.

## Události 9. června 1946
Keith Simpson, patolog British Home Office a zakládající člen Oddělení forenzního lékařství nemocnice Guy’s Hospital v Londýně provedl forenzní analýzu královy smrti a popsal následujícím způsobem události rána 9. června 1946.
Král Ananda byl svou matkou probuzen v 6 hodin ráno.
V 7:30 přišlo do služby jeho páže But Pathamasarin a začal na balkóně sousedícím s královou šatnou připravovat tabuli ke snídani.
V 8:30 viděl But krále stát ve své šatně. O pár minut později mu přinesl obvyklou sklenici pomerančového džusu. Nicméně poté se král vrátil do postele a džus odmítl.
V 8:45 se objevilo další královo páže Čit Singhaseni s tím, že byl zavolán, aby změřil velikosti králových medailí a ozdob pro klenotníka, jenž pro ně připravoval pouzdro či klenotnici.
V 9:00 navštívil krále Anandu princ Pchúmipchon. Později řekl, že nalezl krále dřímajícího v posteli.
V 9:20 se z královy ložnice ozval jediný výstřel. Čit vběhl dovnitř, poté vyběhl chodbou do apartmánu královny a s pláčem volal: „Král se zastřelil“.
Královna matka následovala Čita do královy ložnice a nalezla jej ležet obličejem vzhůru na jeho posteli s krvácející ránou v hlavě.

## Následky
První rozhlasová zpráva 9. června oznámila, že se král nešťastně zastřelil při hraní se svou pistolí.
V říjnu 1946 dospěla vyšetřovací komise k závěru, že králova smrt nebyla nešťastnou náhodou, ale sebevražda ani vražda nebyla prokázána.
V listopadu 1947 polní maršál Plaek Pibulsonggram zorganizoval odpor proti zvolené vládě a nařídil soud. Sekretář krále Anandy senátor Čaleo Patumros a královi dva sluhové But a Čit byli zatčeni a obviněni ze spiknutí s cílem zavraždit krále.
Soud začal v srpnu 1948. Případ žaloby byl podpořen 124 svědky a tak obsáhlou dokumentací, že rada obhajoby požádala o odročení a o čas na jejich prostudování. To však bylo zamítnuto a byl ustanoven nový výbor obhajoby. Později byli dva jeho členové zatčeni a obviněni ze zrady. Ze zbývajících dvou jeden rezignoval a zůstal tedy pouze jeden obhájce, mladý právník Fak Na Songkhla. Ke konci případu se k němu přidala ještě dcera Čaleo Patrumrose, která právě dokončila studia.
Případ skončil v květnu 1951. Soud zjistil, že král Ananda byl zavražděn, ale Čaleovi nebyla prokázána vina a ani žádný z obou sluhů nemohl vystřelit smrtící střelu. Přesto byl Čit uznán vinným jako součást zločinu. Obvinění proti Čaleovi a Butovi byla stažena a oba byli osvobozeni.
Čit se k rozsudku odvolal a stejně tak obžaloba se odvolala k osvobození Čalea a Buta. Po 15 měsících odvolacího řízení nebylo Čitovu odvolání vyhověno a navíc byl shledán vinným i But.
Čit a But se odvolali k Nejvyššímu soudu, který posuzoval případ dalších 10 měsíců, než nakonec potvrdil oba rozsudky a tentokráte odsoudil i Čalea.
V únoru 1955 byl Čaleo Patumros a dva sluhové, Čit Sinhaseni a But Paramasrin, popraveni Pibulsonggramovou vládou za konspiraci se záměrem zavraždit krále. Nyní se připouští, že rozsudky proti všem třem mužům byly nepodložené.

## Alternativní vysvětlení smrti
Králova smrt je stále záhadou. Případ nebyl nikdy otevřeně v Thajsku diskutován, podrobněji jej zkoumal William Stevenson v knize "The Revolutionary King" (Revoluční Král). Autor předpokládá nevinu odsouzených a vyslovuje hypotézu, že Ananda Mahidol byl zavražděn Cudži Masanobuem, japonským důstojníkem ve výslužbě, který v Thajsku působil během 2. světové války.
Podle Stevensona je jasné, že se Ananda Mahidol nemohl sám náhodně zastřelit ani spáchat sebevraždu (jak bylo někdy naznačováno). Byl nalezen ležící tváří vzhůru na své posteli, neměl své brýle, bez kterých byl takřka slepý. Měl pouze malou ránu po střele ve svém čele a trochu větší výchozí ránu vzadu na hlavě. Jeho pistole, Colt 45, darovaný jedním americkým důstojníkem, nebyla poblíž. Colt 45 navíc není zbraň náchylná k neúmyslnému výstřelu; vystřelí pouze tehdy, když je vyvinut značný tlak na ochrannou destičku pistole ve stejnou chvíli, kdy je stisknuta spoušť. Tento Colt je rovněž těžká zbraň a je obtížné jí používat bez výcviku. Je velmi pochybné, aby si Ananda Mahidol, slabý 20letý chlapec, lehl na záda na postel a střelil se do čela takovou pistolí. I pokud by se mu to podařilo, roztříštil by si lebku a neutrpěl pouze malou ránu v čele, kterou viděli svědci. Stevenson napsal, že žádná nábojnice nebyla nalezena a pozdější vyšetřování, nařízené králem Pchúmipchonem bez vědomí vlády, nezjistilo, že by z Coltu vyšel výstřel.
Dr. Keith Simpson, forenzní patolog, zabývající se královou smrtí, považuje sebevraždu za vysoce nepravděpodobnou:
-	pistole byla nalezena po levé králově ruce, avšak on byl pravák
-	směr střely nebyl zamířen doprostřed hlavy
-	rána nad levým okem nemohla vyjít z žádného předpokládaného směru ani z výstřelu kontaktního
-	král byl zabit když ležel rovně na zádech. Simpson poznamenal, že během svých dvacetiletých zkušeností neviděl nikdy sebevraždu v tomto stylu.
Pokud se Ananda Mahidol nezastřelil sám, musel být zavražděn. Pak je nutné se ptát, kdo by měl z jeho smrti prospěch. Nejvíce by z ní těžil jeho bratr a následník v královské linii. Avšak možnost, že by současný thajský král zavraždil svého bratra, je v Thajsku zcela nepřípustná. I v 50. letech byla zavržena. Za prvé, králova pistole nebyla smrtící zbraní, takže by Pchúmipchon musel použít jinou zbraň a pak jí během pár sekund někde ukrýt, dříve než na scénu přiběhli svědkové. Za druhé, všechny zprávy hovoří o tom, že byl Pchúmipchon přivolán do královy ložnice až matkou. Za třetí, oba bratři si byli velice blízcí a mladší Pchúmipchon toužil více než po královském titulu po klidnému životu ve Švýcarsku.
Králova smrt musela přijít zvenčí Královského paláce. Thajská politická scéna byla v té době ovládána dvěma osobnostmi, které vedly roku 1932 revoluci proti absolutní monarchii, ale následně padly. Byli jimi polní maršál Pibulsongkram, projaponský diktátor během 2. světové války, který se roku 1946 snažil ospravedlnit jako skrytý spolupracovník Spojených států, a Pridi Pchanomyong, levicový politik a předseda vlády, podporovaný Velkou Británií.
Role monarchy byla v hlavním zájmu thajských politiků a absence vládce na trůnu od roku 1932 usnadňovala Pibulsongkramův režim během války. Je možné, že cítil návrat silné monarchie pod králem Anandou Mahidolem, což by ohrozilo jeho šance na návrat své moci pod patronátem USA. A je tedy možné, že Pibulsongkram mohl využít japonského důstojníka Cudži Masanobua, kterému byly prominuty válečné zločiny výměnou za spolupráci s USA k zosnování královy vraždy a doufal, že Pchúmipchon bude více poddajný král. Královražda rovněž diskreditovala Pridiho vládu v Pibulsongkramův prospěch.
Další alternativou, avšak méně pravděpodobnou, je, že Pridi se obával návratu silné monarchie jako ohrožení jeho nadějí zavedení socialistické vlády v Thajsku. I když nebyl komunista, sympatizoval s čínskými komunisty a později žil v Číně v exilu. V době, kdy měla Británie labouristickou vládu neviděl Pridi problém mezi svými levicovými politickými ambicemi a svou rolí britského agenta. Zavraždění krále by podle této teorie oslabilo sílu monarchie a umožnilo snadnější revoluci levého politického křídla. Během studené války v padesátých letech byl nejčastěji právě Pridi označován jako hlavní postava v pozadí královy smrti. Podle Williama Stevensona ale král Bhumibol řekl, že nevěří, že by Pridi byl do vraždy zapleten.
60 let po vraždě Anandy Mahidola se zdá nepravděpodobné, že případ bude uspokojivě vysvětlen.